# Frecuencia ultrabaja

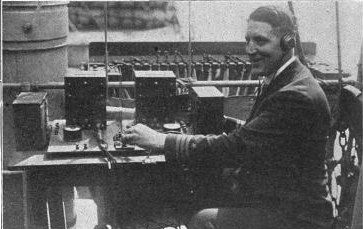
Escuchando la señal de 500 Hz del cable piloto del Canal Ambrose en 1920

La frecuencia ultrabaja [siglas en inglés de Ultra Low Frequency (ULF)] comprende el rango de frecuencias entre 300 y 3000 hercios (3 kilohercios). Esta banda es utilizada para comunicaciones en minas por su capacidad de penetrar fácilmente la superficie terrestre.
No confundir ULF con UHF, ya que esta última es  utilizada, por ejemplo, en los receptores de televisión por aire (que utilizan antenas receptoras de los canales por aire), y va de los 470 a los 890 megahercios. 
En la parte posterior de ciertos televisores de tubo podrán encontrar las siglas o denominación UHF, o variantes similares, que indican el tipo de frecuencia que emplea el dispositivo receptor de su televisor.
La frecuencia ultrabaja ha sido utilizada por las fuerzas militares para comunicaciones seguras a través de la tierra. Las publicaciones de la OTAN AGARD de la década de los '60 detallaban muchos sistemas, a pesar de las sospechas de existir muchas cosas no comentadas debido a su interés militar.
Las comunicaciones a través de la tierra usando campos de conducción es conocida como "Earth Mode" y fue utilizada por primera vez en la Primera Guerra Mundial.
Radioaficionados y especialistas en electrónica utilizaron este sistema para comunicaciones limitadas usando radio amplificadores conectados a electrodos insertados en la tierra.
El rango de amplitud de ondas que comprenden las ULF es el siguiente:
- 300-3000 Hz  - 1000 km – 100 km

- Datos: Q2488684